# Tanquary Fiord
Tanquary Fiord är en fjord i Kanada.   Den ligger i territoriet Nunavut, i den nordöstra delen av landet, 4 000 km norr om huvudstaden Ottawa.
Trakten runt Tanquary Fiord består i huvudsak av gräsmarker. Trakten runt Tanquary Fiord är nära nog obefolkad, med mindre än två invånare per kvadratkilometer.